# Церква Святої Анни (Гайворонка)
Церква Святої Анни в Гайворонці — парафія і храм греко-католицької громади Зарваницького деканату Тернопільсько-Зборівської архієпархії Української греко-католицької церкви в селі Гайворонка Тернопільського району Тернопільської области.

## Історія церкви
Храм був збудований та освячений у 1867 році і завжди належав Українській Греко-Католицькій Церкві. Парафію було відновлено у 1991 році.
У 2013 році парафію з єпископською візитацією відвідав митрополит Василій Семенюк. При храмі діють братства Матері Божої Неустанної Помочі, спільнота «Матері в молитві», Марійська і Вівтарна дружини.

## Парохи
- о. Мирон Головінський,
- о. Павло Смаль (до 1946),
- о. Іван Якимів (1990),
- о. Петро-Дмитро Квич (1991—2001),
- о. Володимир Топоровський (з 13 лютого 2001),
- о. Іван Подоляк (сотрудник, з 27 грудня 2012).